# Corona civica

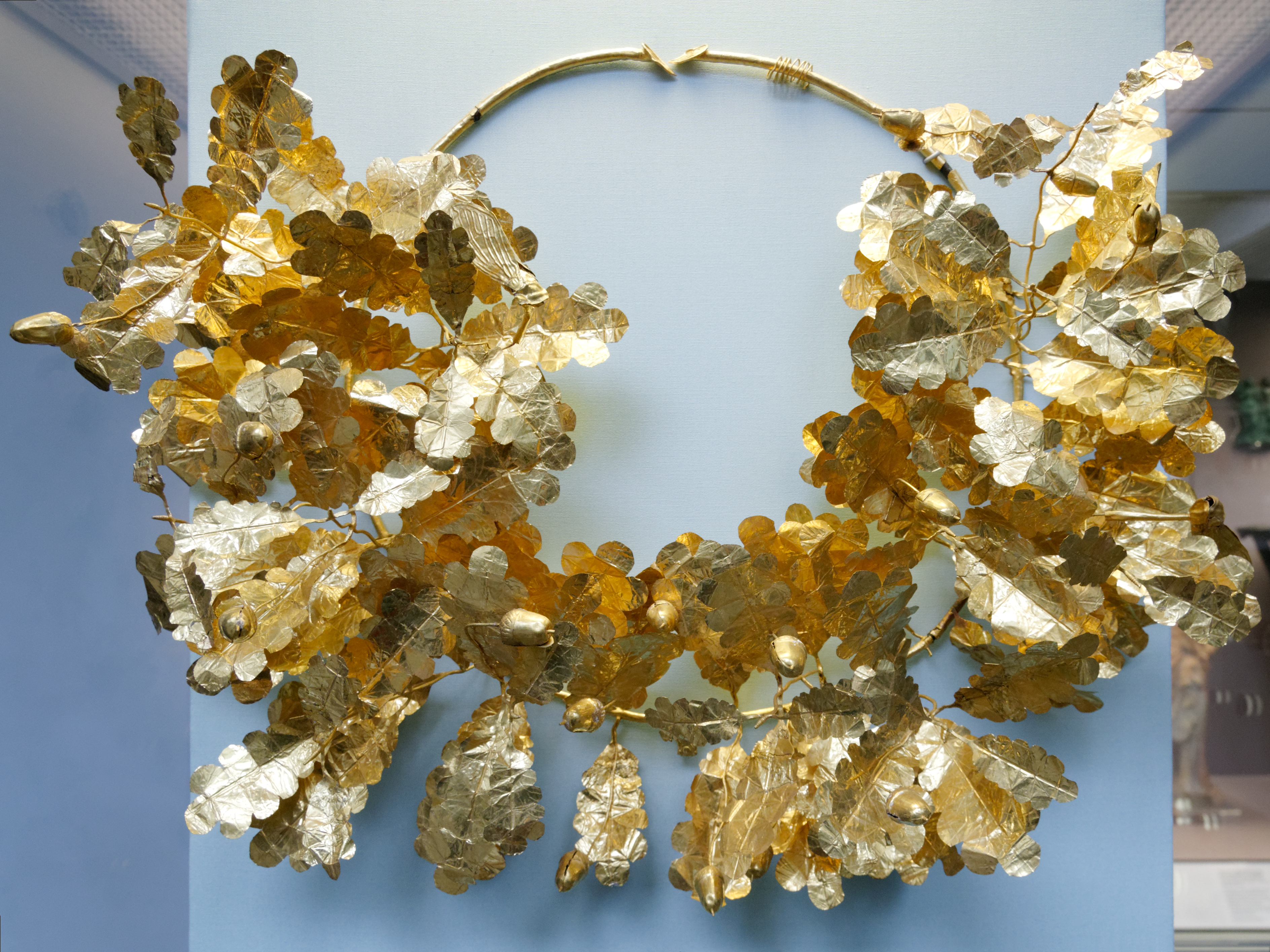
Arany tölgykoszorú a British Museumban, i. e. 4. század, Dardanellák

A corona civica (latin nyelven: polgári korona v. koszorú) – nevétől némiképp eltérően – a második legtekintélyesebb római katonai kitüntetés volt a Corona obsidionalis graminea után. Azoknak adományozták, akik az ellenséggel folytatott harcban egy római polgár életét megmentették úgy, hogy ellenfelét megölték, annak felszerelését elvették, és az általuk megmentett római polgár helyét a harcban meg tudták tartani. Elvileg csak magának a megmentett katonának a tanúskodását fogadták el a díj odaítélésekor.

## Formája
A corona civica eredetileg a Vaticánon álló szent tölgy lombjából készült (örökzöld magyaltölgy) készült koszorú volt, majd a kocsányos tölgy lombjából is készülhetett. Később bearanyozták, vagy tömör aranyból is készítették.

## Privilégiumok
A corona civica díjazottjai különleges privilégiumokban részesültek. A cirkuszi játékokat a szenátorok soraiból nézhették. Belépésükkor mindenkinek fel kell állnia.

## Birtokosai
Caesar is megkapta ezt a kitüntetést, csakúgy, mint Augustus, akinek i.e. 27-ben egy ilyen koronát akasztottak a háza bejárata fölé a polgárháborúk megszüntetése miatti a tisztelet jeléül. Augustus után a corona civica császári jelképpé vált. Jupiter etruszk koronájától megkülönböztetendő ekkor sem tömör aranyból készítették, hanem a tölgyfalombot vonták be arannyal és díszítették ékkövekkel.

## Utóélete
Később a corona civica, azaz polgári korona a középkori európai városok, egyetemek, akadémiák kitüntetésévé vált. Utóbb egyes államok címereiben is megjelent.

Peru címere a Corona Civicával
A 19. századi első spanyol köztársaság címere a Corona Civicával